# Ворм Бич (Вашингтон)
Ворм Бич (енгл. Warm Beach) насељено је место без административног статуса у америчкој савезној држави Вашингтон.

## Демографија
По попису из 2010. године број становника је 2.437, што је 397 (19,5%) становника више него 2000. године.
| Група             | 2000.         | 2010.         |
| Белци             | 1.935 (94,9%) | 2.189 (89,8%) |
| Афроамериканци    | 3 (0,1%)      | 16 (0,7%)     |
| Азијати           | 14 (0,7%)     | 20 (0,8%)     |
| Хиспаноамериканци | 31 (1,5%)     | 104 (4,3%)    |
| Укупно            | 2.040         | 2.437         |